# Сант-Аполлинаре-ин-Классе
Сант-Аполлина́ре-ин-Кла́ссе (итал. basilica di Sant'Apollinare in Classe) — базилика в районе Классе (бывший порт Классис) Равенны (Италия), памятник ранневизантийского искусства. Построена во второй четверти VI века над могилой первого равеннского епископа святого Аполлинария (отсюда название). Храм украшен мозаиками юстиниановского периода (то есть самыми поздними из равеннских мозаик), сохранившимися в конхе апсиды. В 1996 году базилика в составе раннехристианских памятников Равенны была включена в число объектов Всемирного наследия.

## История базилики
Базилика была заложена епископом Урсицином во второй четверти VI века на месте захоронения св. Аполлинария. Строительство велось на средства греческого ростовщика Юлиана Аргентария (который финансировал также строительство других храмов Равенны — базилики Сан-Витале и церкви святого Михаила). Церковь была освящена 9 мая 549 года епископом Максимианом. Главной реликвией церкви являются мощи святого Аполлинария, обнаруженные в ходе строительства. В 856 году из-за угроз вражеских набегов их перенесли внутрь городских стен в базилику Сант-Аполлинаре-Нуово. В 1748 году мощи вернулись в базилику, их поместили в главном алтаре храма, а не в крипте где они изначально находились.
В течение VI—IX веков было создано мозаичное убранство базилики. В X веке к ней были пристроены придел, нартекс и ротонда-колокольня. После разграбления Равенны венецианцами в 1449 году первоначальные мозаики сохранились только в апсиде.
В марте 1001 года в монастыре, находившемся при базилике, провёл Великий пост император Оттон III. Для императора, изгнанного из Рима и глубоко переживавшего крушение своего замысла о восстановлении прежней Римской империи, Великий пост, проведённый в Сант-Аполлинаре-ин-Классе, стал временем духовного перелома. Наставником императора стал отшельник Ромуальд Равеннский, убеждавший императора уйти из мира в монастырь (сохранились его пророческие слова: «Если пойдёшь на Рим, то не увидишь более Равенны»), и Оттон III всерьёз стал раздумывать об этом. Затем, под влиянием своих советников, Оттон III вернулся к политической жизни и стал готовить поход на Рим, но умер уже в следующем 1002 году. В левом нефе базилики можно видеть мемориальную доску, напоминающую об этих событиях.

## Архитектурные особенности
Построена из тонкого обожжённого кирпича (48 х 4 см.), скреплённого раствором, белые полосы которого достигают в толщину 4-х см. Фасад декорирован лангобардской аркатурой: между плоскими пилястрами расположены небольшие двойные арки. Свет в здание проникает через высокие полукруглые окна фасада и многочисленные окна центрального и боковых нефов. Центральный неф завершает пятигранная апсида с пятью окнами, снаружи к ней примыкают прямоугольные пастофории (вспомогательные богослужебные помещения). Апсида приподнята над уровнем пола центрального нефа, к ней ведёт широкая лестница, построенная в 1723 году (отреставрирована в 1909 году).
Размеры базилики составляют 55,58 на 30,3 метра. Внутренне пространство разделено на три нефа. Центральный неф обрамляет колоннада из 12 колонн в каждом ряду. Они установлены на квадратные базы и увенчаны композитными капителями византийской работы с развевающимися ажурными листьями в форме бабочек. Серый мрамор с белыми прожилками для колонн был привезён из каменоломен горного массива Гиметт (Греция) или острова Проконнессос (Мраморное море). Все колонны сходны и по исходному материалу, и по стилю обработки, что позволяет предположить, что они были заказаны для украшения именно данной базилики, а не изъяты из других, более ранних строений. Колоннада поддерживает аркаду над которой в медальонах в хронологическом порядке помещены фресковые изображения равеннских епископов, сделанные в XVIII веке. Нижний уровень стен базилики был изначально облицован мрамором, который был снят в XV веке по указанию Сиджизмондо Малатеста и использован при строительстве кафедрального собора в Римини. На полу базилики, в её северо-восточном и юго-западном углах, сохранились фрагменты оригинального наборного мозаичного пола. Мозаика в юго-западном углу сохранила имена заказчиков данной работы: Гауденции и Феликса.
К базилике пристроена цилиндрическая колокольня высотой 37,5 метров и диаметром 6,17 метров. Она является типичной равеннской кампанилой: оконные проёмы имеют прогрессию створок — от одной до трёх.

- Мозаичный пол в северо-восточном углу базилики
- Мозаичный пол в юго-западном углу базилики
- Алтарь на месте двух видений святого Ромуальда
- Мемориальная плита на месте первого обретения мощей св. Аполлинария

## Внутреннее убранство
Базилика украшена самыми поздними из равеннских мозаик юстиниановского периода (середина VI века), сохранившимися в её апсиде (534—549). Прочие мозаики были созданы во второй половине VII и IX веках. Академик В. Н. Лазарев отмечает:

Мастера, работавшие в Сант Аполлинаре ин Классе, близки тем мастерам, которые исполнили мозаики пресбитерия в Сан Витале. И у них мы наблюдаем тягу к упрощенным формам и к излишне ярким цветовым сочетаниям. Этому сопутствует снижение качества рисунка и вялая трактовка карнации, в которой заметно уменьшается количество тональных оттенков.

Как отмечают исследователи, мозаики Сант-Аполлинаре-ин-Классе отражают появившуюся в послеюстиниановскую эпоху тенденцию фронтального изображения фигур при которой происходит отказ от передачи каких-либо движений и поворотов. Мозаики Сант-Аполлинаре-ин-Классе, как и базилики Сан-Витале не представляют события священной истории в их исторической последовательности, они имеют своей целью иллюстрацию догматического учения церкви, раскрываемого через символизм Священного Писания. Несмотря на использование в мозаиках цветного стекла, смальты, золота и полудрагоценных камней, для лиц и светлых одежд использован мрамор, что привело к появлению более плоских форм. Это особенно заметно в мозаиках с изображением равеннских епископов между окнами апсиды.
Искусствовед Павел Муратов в 1911 году писал о базилике:

Эта церковь во многом напоминает базилику Сан Аполлинаре Нуово. В ней также имеются мозаики, но только не на стенах главного нефа, а в алтарной апсиде. Эти мозаики исполнены позднее, чем все в Равенне, и здесь это искусство не стоит на такой высоте, как в Мавзолее Галлы Плацидии или даже в Сан Витале. Кроме того, здешних мозаик сильно коснулась реставрация, сделавшая сомнительными многие их части.

В центральном нефе базилики на возвышении расположен большой алтарь, посвященный Деве Марии, он был создан в XI веке с использованием материалов алтаря VI века. На стороне данного алтаря, обращённой к пресбитерию, указано, что на этом месте святой Ромуальд Равеннский удостоился двух видений Богородицы (сведения об этом почерпнуты у Петра Дамиани). Перед этим же алтарём находится мемориальная плита XVIII века, сообщающая без каких-либо исторических подробностей, что мощи святого Аполлинария были обнаружены именно на этом месте. На стене правого нефа имеется мемориальная доска в память о посещении базилики папой Иоанном Павлом II 11 мая 1986 года.

### Мозаики апсиды

#### Конха
В конхе апсиды помещена мозаика с необычной для византийского искусства сценой Преображения Господня. В ней Иисус Христос аллегорически олицетворён крестом, украшенным драгоценными камнями, и заключённым в тёмно-синюю мандорлу, усыпанную золотыми шестиконечными звёздами. Лишь в пересечении ветвей креста помещён небольшой медальон с образом Христа. Над крестом помещён акроним ΙΧΘΥC, по сторонам поперечной ветви креста греческие буквы Α и Ω, а у подножья креста латинская надпись SALUS MUNDI — «Спаситель мира».
Присутствовавшие, согласно евангельскому описанию, при этом событии апостолы Пётр, Иоанн и Иаков изображены в образе агнцев, предстоящих кресту (Пётр символически представлен одной овцой слева от креста (если смотреть от входа), братья Зеведеевы — двумя овцами справа от креста). Выше в облаках помещена благословляющая десница Бога Отца и полуфигуры пророков Моисея и Илии, протягивающих свои руки к кресту.
Сцена Преображения помещена в центре райского сада, полного деревьев и цветов. В его центре помещена фигура святого Аполлинария в позе оранта с воздетыми к небу руками. По сторонам от фигуры святого находятся 12 белоснежных овец (по шесть с каждой стороны от фигуры святого), отделённых друг от друга кустами белых лилий. Ряд исследователей считают овец символическим изображением двенадцати апостолов, а другие — образом паствы Аполлинария, бывшего епископом Равенны.
Академик В. Н. Лазарев отмечает, что данная композиция символически намекает на вечную жизнь священномученика Аполлинарий, чей образ под крестом должен показать, что триумф Аполлинария перекликается с триумфом самого Христа. Источником подобной композиции он считает палестинские мартирии.
- Святой Аполлинарий в образе «Доброго пастыря»
- Крест в мандорле
- Медальон с образом Христа

#### Стены
Между окнами апсиды помещены мозаичные портреты епископов Равенны, бывших преемниками святого Аполлинария: Экклесия, Севера, Урсуса и Урсицина. Они изображены в одинаковых одеждах, держащими в руках Евангелие. Каждая фигура помещена в небольшую арку с белоснежными занавесями. На боковых стенах помещены две крупные мозаики:
- Ветхозаветные жертвоприношения

Изображены три сюжета из библейской истории: «Жертвоприношение Авраама», «Жертвоприношение Авеля» и «Жертвоприношение Мельхиседека», которые являются символическим намёком на крестную смерть Христа. Все персонажи помещены вокруг одного алтаря к которому они принесли свои жертвы, из облаков видна благословляющая десница Бога. Объединение трёх жертвоприношений в одной сцене иллюстрирует молитву евхаристического канона римской литургии:

Supra quae propitio ac sereno vultu respicere digneris: et accepta habere, sicuti accepta habere dignatus es munera pueri tui iusti Abel, et sacrificium Patriarcha nostri Abrahae: et quod tibi obtulit summus sacerdos tuus Melchisedech, sanctum sacrificium, immaculatam hostiam.
Перевод
Благоволи воззреть на сие милостиво и благоприятно и приими, как сподобил принять дары отрока Твоего, праведного Авеля и жертву патриарха нашего Авраама, и то, что принес Тебе первосвященник Твой Мельхиседек, святое жертвоприношение, непорочную жертву

Вся композиция окружена триумфальной аркой, увенчанной двумя орлами, на заднем плане помещена полураскрытая порфировая занавесь.
- Дарование привилегий равеннской церкви

Император Константин IV в окружении вельмож и священнослужителей вручает диакону равеннской церкви Репарату, представляемому ему архиепископом Мавром, свиток с латинской надписью PRIVILEGIA. Фигуры одеты в богатые византийские одежды, украшенные таблионами, слева от центра расположены представители светской власти во главе с императором, а справа священнослужители в литургических облачениях. Головы императора и его братьев-соправителей Тиверия и Ираклия окружены нимбами, что отражает византийскую традицию отмечать таким способом царствующих особ. Мозаика выполнена по аналогии со знаменитым портретом императора Юстининана в базилике Сан-Витале. Изображение также выполнено как фриз и отличается фронтальной композицией.

### Мозаики фронтона
Фронтон «триумфальной арки», отделяющей апсиду от центрального нефа, украшен поздней мозаикой VII века (ряд искусствоведов датируют их IX веком). В центре композиции в медальоне помещено изображение Христа Пантократора, держащего в руках Евангелие, его глаза широко раскрыты, лоб нахмурен, голова окружена крестчатым нимбом. К нему на фоне тёмно-синего неба движутся символы евангелистов, держащие в руках написанные ими евангельские книги. Ниже помещены 12 овец, символизирующих апостолов. Они выходят на встречу Иисусу из ворот двух городов: Иерусалима и Вифлеема.
Паруса арки украшены изображениями плодоносящих пальм на фоне тёмно-синего неба. Эти мозаики являются самыми старыми из украшений фронтона (середина VI век). К этому же периоду относятся помещённые на столбах арки образы архангелов Михаила и Гавриила в одеждах византийских сановников. Они держат в руках хоругви с литургической формулой божественного славословия: «свят, свят, свят» (греч. Ἅγιος, Ἅγιος, Ἅγιος). Под изображениями архангелов помещены фигуры евангелистов Матфея (слева) и Луки (справа), добавленные уже в XII веке

### Крипта
Расположена под главным алтарём базилики. Она ограничена стенами апсиды и двумя боковыми перегородками, в которых находятся лестницы для спуска вниз. Крипта, служившая хранилищем мощей святого Аполлинария была заброшена после того как в 856 году они были перенесены в базилику Сант-Аполлинаре-Нуово. В крипте осталась пустая рака для мощей, которую обновили в 1511 году. Однако после возвращения мощей в базилику не стали использовать и поместили их в алтаре. В примыкающих к крипте пластофориях устроены капеллы. В одной из них, посвящённой местночтимому святому Еливкадию сохранилась мраморная сень над престолом, созданная в начале IX века.

### Саркофаги
В боковых нефах базилики находятся 10 средневековых саркофагов очень хорошей сохранности, часть из которых принадлежит равеннским епископам. Из них особо выделяются:
- гробница епископа Феодора (ум. в 688 году), богато декорированная виноградными лозами, павлинами, голубками и монограммами Христа;
- «саркофаг двенадцати апостолов» — украшен композицией с изображением на лицевой панели Иисуса Христа сидящего на троне посреди шести апостолов. Апостолу Павлу Иисус вручает свиток, апостол Пётр держит в руках ключи, а на плече крест, у остальных апостолов в руках мученические венцы. На торцах саркофага помещены фигуры остальных апостолов;
- саркофаг архиепископа Грациозия (ум. в 788 году), рядом с которым на стене сохранилась надпись середины VI века, рассказывающая о истории постройки базилики и мощах святого Аполлинария:

В этом месте находилась рака блаженного Аполлинария священника и исповедника со времени [как он] почил, [которая по воле] блаженного Максимиана епископа перенесена и водворена в базилике, которую Юлиан Аргентарий от основания построил и [которая] посвящена этим же мужем праведнейшим в 7-й день майских ид 8-года [после] консульства Василия младшего.
Оригинальный текст (лат.)In hoc loco stetit arca beati Apollinaris sacerdotis et confessoris a tempore transitus sui usque dia e qua per virum beatum Maximianum episcopum translata est et introducta in basilicam quam Iulianus Argentarius a fundamentis aedificavit et dedicata ab eodem viro beatissimo die VII Idus Maiarum indicione XII octies post consilium Basili iunioris.

Благодаря этим сведениям была установлена точная дата освящения храма — 9 мая 549 года;
- маленькая мраморная урна IV века, не имеющая украшений, но содержащая трогательную надпись: «Лицинии Валерии Фаустине Италике, почивающей в мире, прожившей один год, шесть месяцев, шесть дней, возлюбленной дочери от скорбящих родителей». Урна была найдена под полом базилики в 1909 году и служит ещё одним подтверждением того, что церковь воздвигнута на месте античного кладбища города Классе;
- безымянный саркофаг с изображением креста, водружённого на арочную конструкцию, напоминающую изображение палат Теодориха в базилике Сант-Аполлинаре-Нуово;
- саркофаг, на передней стороне которого можно видеть латинский крест со свисающими с его перекладины греческими буквами α и ω (в соответствии с Отк. 1:8 эти буквы указывают на Христа), а на крышке — крест на горе, с которой стекают четыре реки (четыре реки, бравшие начало в Эдеме согласно Быт. 2:10)
- саркофаг епископа Феликса (ум. в 723 году), переделанный из языческой гробницы, его скудное украшение свидетельствует об упадке в этот период равеннского искусства;
- ещё три безымянных саркофага с простейшими резными украшениями.